# Villoruebo
Villoruebo ist ein Ort und eine zur bevölkerungsarmen Region der Serranía Celtibérica gehörende Gemeinde (municipio) mit insgesamt nur noch 63 Einwohnern (Stand: 2024) in der nordspanischen Provinz Burgos in der Autonomen Gemeinschaft Kastilien-León. Neben dem Hauptort gehören auch die Ortschaften Manzueco de Lara und Quintanilla Cabrera zur Gemeinde.

## Lage und Klima
Der Ort Villoruebo liegt in der Sierra de la Demanda in einer Höhe von ca. 1125 m. Die Provinzhauptstadt Burgos ist gut 30 km in nordwestlicher Richtung entfernt. Das Klima ist gemäßigt bis warm; Regen (ca. 755 mm/Jahr) fällt hauptsächlich im Winterhalbjahr.

## Bevölkerungsentwicklung
| Jahr      | 1970 | 1981 | 1991 | 2001 | 2011 | 2021 |
| Einwohner | 108  | 42   | 45   | 54   | 99   | 68   |

## Sehenswürdigkeiten
- Himmelfahrtskirche (Iglesia de la Asunción de Nuestra Señora) in Villoruebo
- Vinzenzkirche (Iglesia de San Vicente) in Quintanilla Cabrera
- Einsiedelei in Villoruebo

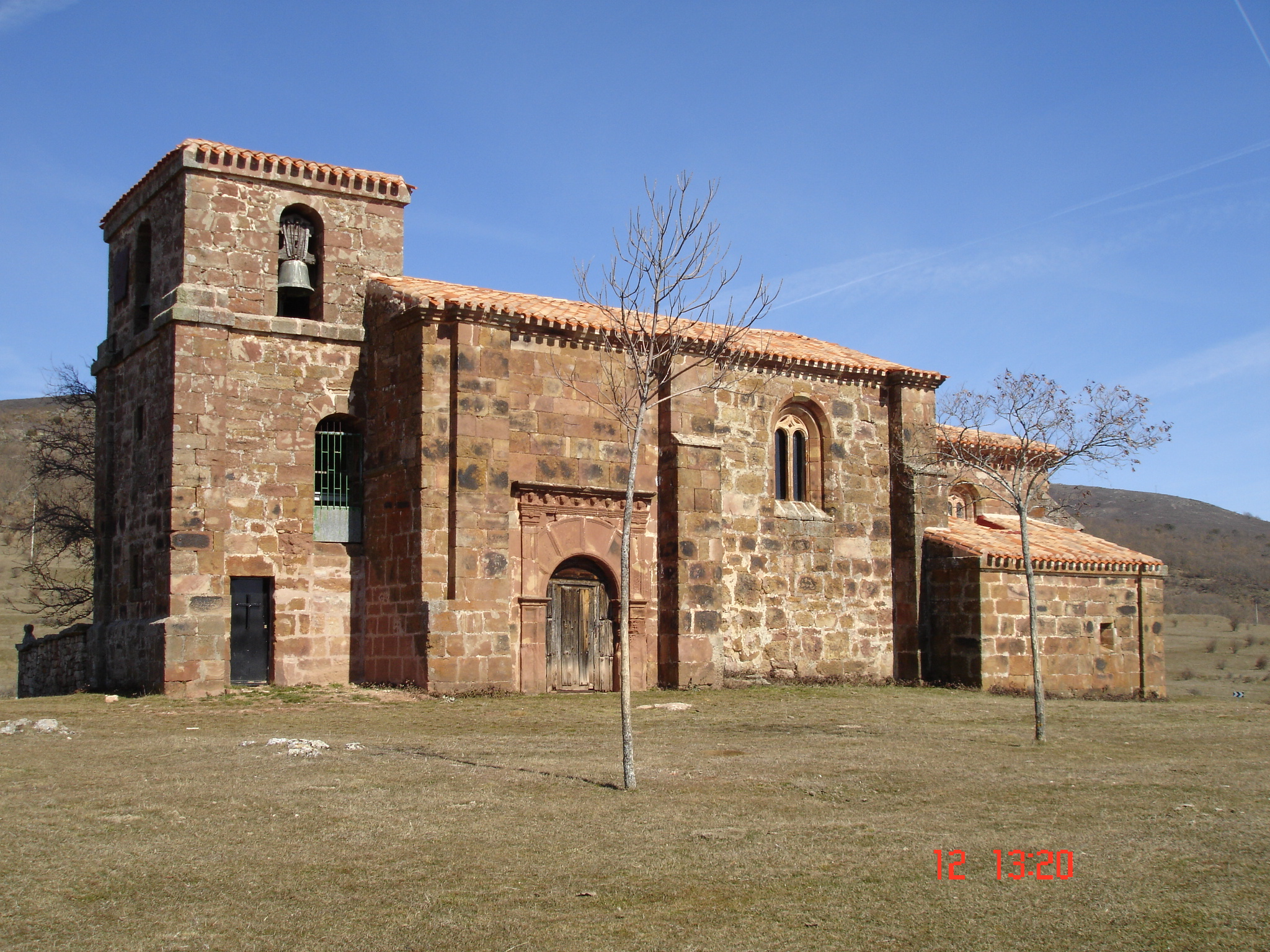
Himmelfahrtskirche
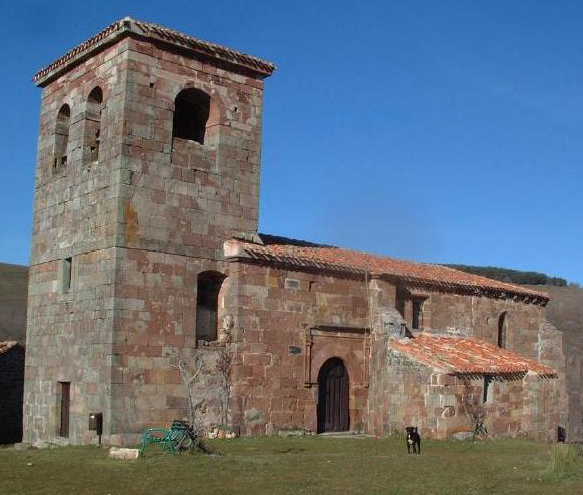
Vinzenzkirche in Quintanilla Cabrera
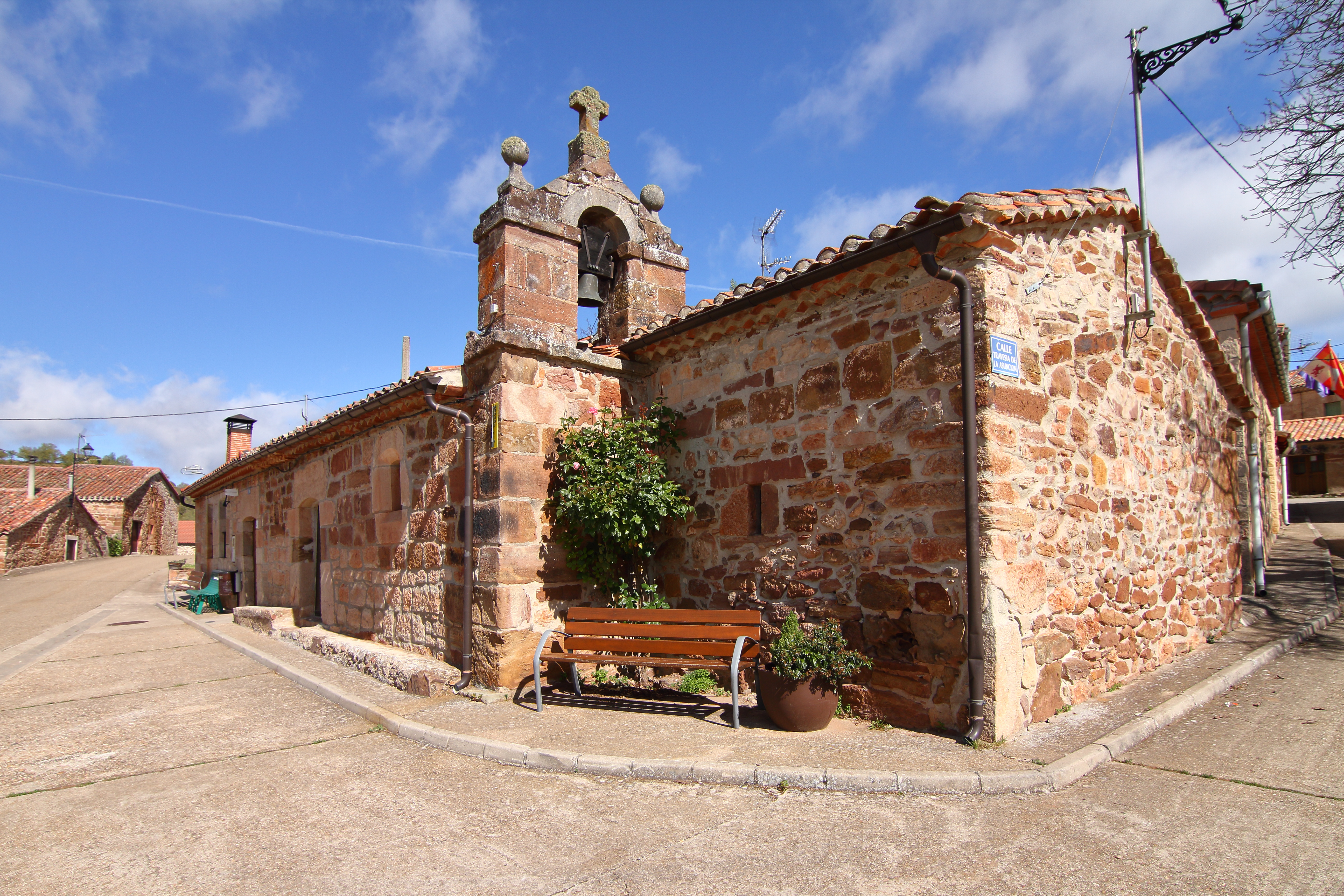
Einsiedelei